# Milionia talboti
Milionia talboti là một loài bướm đêm trong họ Geometridae.